# Fairbanks North Star megye
Fairbanks North Star megye az Amerikai Egyesült Államokban, Alaszka államának egyik megyéje. Székhelye Fairbanks, legnagyobb városa Fairbanks. Lakosainak száma 95 655 fő (2020. április 1.). Fairbanks North Star megye Southeast Fairbanks Census Area, Denali és Yukon-Koyukuk Census Area megyékkel határos.

## Népesség
A megye népességének változása:
| Lakosok száma | 98 190 | 99 276 | 100 141 | 100 436 | 99 631 | 95 655 |
|               | 2010   | 2011   | 2012    | 2013    | 2015   | 2020   |